# Hemioplisis formosa
Hemioplisis formosa är en fjärilsart som beskrevs av W. Warren 1904. Hemioplisis formosa ingår i släktet Hemioplisis och familjen mätare. Inga underarter finns listade i Catalogue of Life.